# Duncan Hall
Duncan Hall (ur. 16 marca 1956 w Brisbane) – australijski rugbysta, reprezentant kraju, następnie trener.

## Zawodnik
Grać w rugby zaczął w odmianie rugby league w klubie Aspley Rugby League Football Club, następnie jednak związał się z rugby union.
W barwach stanowej reprezentacji Queensland w latach 1975–1984 rozegrał 75 spotkań, a w roku 1986 zagrał jeszcze w siedmiu meczach Waratahs.
Łącznie w reprezentacji Australii w latach 1980–1983 rozegrał piętnaście testmeczów zdobywając cztery punkty. Brał też udział w innych wyjazdach Wallabies, grał jednak jedynie w towarzyskich spotkaniach z zespołami klubowymi lub regionalnymi.
W 2011 roku wziął udział w charytatywnym spotkaniu Classic Wallabies przeciw Classic All Blacks mającym na celu pomoc ofiarom trzęsienia ziemi w Christchurch.

## Trener
Jeszcze będąc aktywnym zawodnikiem rozpoczął karierę trenerską. Początkowo zajmował się szkoleniem młodzieży w Inala High oraz Ipswich Grammar, następnie był grającym trenerem w Gordon RFC. Na początku lat dziewięćdziesiątych pełnił zaś rolę szefa trenerów Queensland Rugby Union. Trenował również stołeczny klub Tuggeranong Vikings, z którym dotarł do finału lokalnych rozgrywek.
W 1996 roku został asystentem u boku Boba Dwyera w angielskim Leicester, a po tym, jak został rozwiązany z nimi kontrakt w lutym 1998, uzyskał posadę pierwszego trenera w Worcester – dwuletnia umowa została jednak rozwiązana już po jednym sezonie.
W lutym 2000 roku objął rolę szkoleniowca seniorskiej kadry Stanów Zjednoczonych, w sierpniu następnego roku USA Rugby wydał oświadczenie, iż kontrakt ten nie zostanie przedłużony. Powrócił zatem do Australii, gdzie w sezonie 2002 ponownie współpracował z Bobem Dwyerem, tym razem jako asystent w zespole Waratahs. W kolejnych latach zajmował się pracą z młodzieżą oraz Australian Army, prowadził także zajęcia we współpracy z regionalnym i krajowym związkiem rugby.
W latach 2010–2011 prowadził indonezyjską reprezentację w Asian Five Nations. W styczniu 2012 roku podpisał natomiast trzyletni konktrakt z United Arab Emirates Rugby Association na prowadzenie kadr narodowych Zjednoczonych Emiratów Arabskich, zrezygnował jednak z posady w połowie czerwca 2013 roku.

## Varia
- Jego ojciec, również Duncan, był reprezentantem Australii w rugby league, legendą krajowej i stanowej drużyny[26][27].
- W 2000 roku otrzymał Australian Sports Medal[28].
- Był absolwentem Nudgee College[29][30], ukończył także studia nauczycielskie i ekonomiczne[31].